# 1492 Оппольцер
1492 Оппольцер (1492 Oppolzer) — астероїд головного поясу, відкритий 23 березня 1938 року.
Тіссеранів параметр щодо Юпітера — 3,671.
Названий на честь австрійського астронома Теодора фон Оппольцера.